# Маріано Худ
Маріано Худ (ісп. Mariano Hood; нар. 14 серпня 1973) — колишній аргентинський тенісист.
Найвищу одиночну позицію світового рейтингу — 153 місце досяг 15 травня 2000, парну — 20 місце — 27 жовтня 2003 року.
Здобув 13 парних титулів.
Найвищим досягненням на турнірах Великого шолома були чвертьфінали в парному розряді.
Завершив кар'єру 2009 року.

## Фінали турнірів ATP за кар'єру

### Парний розряд: 26 (13–13)
| Легенда                         |
| ------------------------------- |
| Турніри Великого шлема (0–0)    |
| Фінали Світового туру ATP (0–0) |
| Серія Мастерс ATP (0–0)         |
| Серія турнірів ATP (0–1)        |
| Світова серія ATP (13–12)       |

| Фінали за покриттям |
| ------------------- |
| Тверде (0–0)        |
| Ґрунт (13–11)       |
| Трава (0–0)         |
| Килим (0–2)         |

| Фінали за типом корту  |
| ---------------------- |
| Відкритий корт (13–11) |
| Закритий корт (0–2)    |

| Результат | W/L   | Дата     | Турнір                   | Покриття  | Партнер           | Суперники                             | Рахунок                 |
| --------- | ----- | -------- | ------------------------ | --------- | ----------------- | ------------------------------------- | ----------------------- |
| Поразка   | 0–1   | Сер 1996 | Сан-Марино, Сан-Марино   | Ґрунт     | Себастьян Прієто  | Пабло Альбано Лукас Арнольд Кер       | 1–6, 3–6                |
| Поразка   | 0–2   | Сер 1998 | Сан-Марино, Сан-Марино   | Ґрунт     | Себастьян Прієто  | Їржі Новак (тенісист) Давід Рікл      | 4–6, 6–7                |
| Перемога  | 1–2   | Лис 1998 | Сантьяго, Чилі           | Ґрунт     | Себастьян Прієто  | Массімо Бертоліні Девін Бовен         | 7–6, 6–7, 7–6           |
| Перемога  | 2–2   | Сер 1999 | Сан-Марино, Сан-Марино   | Ґрунт     | Лукас Арнольд Кер | Петр Пала Павел Візнер                | 6–3, 6–2                |
| Перемога  | 3–2   | Жов 1999 | Палермо, Італія          | Ґрунт     | Себастьян Прієто  | Лен Бейл Альберто Мартін              | 6–3, 6–1                |
| Поразка   | 3–3   | Вер 2000 | Бухарест, Румунія        | Ґрунт     | Девін Бовен       | Альберто Мартін Еял Ран               | 6–7, 1–6                |
| Перемога  | 4–3   | Лют 2001 | Богота, Колумбія         | Ґрунт     | Себастьян Прієто  | Мартін Родрігес Андре Са              | 6–2, 6–4                |
| Поразка   | 4–4   | Лют 2001 | Вінья-дель-Мар, Чилі     | Ґрунт     | Себастьян Прієто  | Томас Карбонелл Лукас Арнольд Кер     | 4–6, 6–2, 3–6           |
| Поразка   | 4–5   | Лют 2001 | Буенос-Айрес, Аргентина  | Ґрунт     | Себастьян Прієто  | Томас Карбонелл Лукас Арнольд Кер     | 7–5, 5–7, 6–7(5–7)      |
| Перемога  | 5–5   | Лют 2003 | Вінья-дель-Мар, Чилі     | Ґрунт     | Агустін Кальєрі   | Франтішек Чермак Леош Фридль          | 6–3, 1–6, 6–4           |
| Перемога  | 6–5   | Лют 2003 | Буенос-Айрес, Аргентина  | Ґрунт     | Себастьян Прієто  | Лукас Арнольд Кер Давід Налбандян     | 6–2, 6–2                |
| Поразка   | 6–6   | Кві 2003 | Estoril Open, Португалія | Ґрунт     | Лукас Арнольд Кер | Магеш Бгупаті Максим Мирний           | 1–6, 2–6                |
| Перемога  | 7–6   | Тра 2003 | Валенсія, Іспанія        | Ґрунт     | Лукас Арнольд Кер | Браян Макфі Ненад Зімоньїч            | 6–1, 6–7(7–9), 6-4      |
| Поразка   | 7–7   | Лип 2003 | Swedish Open, Швеція     | Ґрунт     | Лукас Арнольд Кер | Сімон Аспелін Массімо Бертоліні       | 7–6, 0–6, 4–6           |
| Перемога  | 8–7   | Вер 2003 | Палермо, Італія          | Ґрунт     | Лукас Арнольд Кер | Франтішек Чермак Леош Фридль          | 7-6(8–6), 6–7(3–7), 6–3 |
| Поразка   | 8–8   | Жов 2003 | Базель, Швейцарія        | Килим (i) | Лукас Арнольд Кер | Марк Ноулз (тенісист) Деніел Нестор   | 4–6, 2–6                |
| Перемога  | 9–8   | Лют 2004 | Буенос-Айрес, Аргентина  | Ґрунт     | Лукас Арнольд Кер | Федеріко Бровне Дієґо Веронельї       | 7–5, 6–7(2–7), 6–4      |
| Поразка   | 9–9   | Тра 2004 | Барселона, Іспанія       | Ґрунт     | Себастьян Прієто  | Марк Ноулз (тенісист) Деніел Нестор   | 6–4, 3–6, 4–6           |
| Перемога  | 10–9  | Тра 2004 | Санкт-Пельтен, Австрія   | Ґрунт     | Петр Пала         | Томаш Цибулець Леош Фридль            | 3–6, 7–5, 6–4           |
| Перемога  | 11–9  | Вер 2004 | Бухарест, Румунія        | Ґрунт     | Лукас Арнольд Кер | Хосе Акасусо Оскар Ернандес           | 7–6(7–5), 6–1           |
| Перемога  | 12–9  | Жов 2004 | Палермо, Італія          | Ґрунт     | Лукас Арнольд Кер | Гастон Етліс Мартін Родрігес          | 7–5, 6–2                |
| Поразка   | 12–10 | Жов 2004 | Базель, Швейцарія        | Килим (i) | Лукас Арнольд Кер | Боб Браян Майк Браян                  | 6–7, 2–6                |
| Поразка   | 12–11 | Кві 2005 | Валенсія, Іспанія        | Ґрунт     | Лукас Арнольд Кер | Фернандо Гонсалес Мартін Родрігес     | 4–6, 4–6                |
| Поразка   | 12–12 | Тра 2005 | Санкт-Пелтен, Австрія    | Ґрунт     | Мартін Дамм       | Пол Генлі Лукас Арнольд Кер           | 3–6, 4–6                |
| Поразка   | 12–13 | Лип 2005 | Штутгарт, Німеччина      | Ґрунт     | Томмі Робредо     | Хосе Акасусо Себастьян Прієто         | 6–7(4–7), 3–6           |
| Перемога  | 13–13 | Жов 2005 | Палермо, Італія          | Ґрунт     | Мартін Гарсія     | Маріуш Фирстенберг Марцін Матковський | 6–2, 6–3                |

## Фінали ATP Челленджер і ITF Ф'ючерс

### Одиночний розряд: 2 (0–2)
| Легенда              |
| -------------------- |
| ATP Челленджер (0–2) |
| ITF Ф'ючерс (0–0)    |

| Фінали за покриттям |
| ------------------- |
| Тверде (0–0)        |
| Ґрунт (0–2)         |
| Трава (0–0)         |
| Килим (0–0)         |

| Результат | В-П | Дата     | Турнір                       | Рівень     | Покриття | Суперник            | Рахунок       |
| --------- | --- | -------- | ---------------------------- | ---------- | -------- | ------------------- | ------------- |
| Поразка   | 0–1 | Чер 1999 | Мая (Португалія), Португалія | Челленджер | Ґрунт    | Хуан Карлос Ферреро | 3–6, 7–5, 3–6 |
| Поразка   | 0–2 | Кві 2000 | Сан-Луїс-Потосі, Мексика     | Челленджер | Ґрунт    | Агустін Кальєрі     | 5–7, 4–6      |

### Парний розряд: 38 (22–16)
| Легенда                |
| ---------------------- |
| ATP Челленджер (22–16) |
| ITF Ф'ючерс (0–0)      |

| Фінали за покриттям |
| ------------------- |
| Тверде (1–2)        |
| Ґрунт (21–14)       |
| Трава (0–0)         |
| Килим (0–0)         |

| Результат | В-П   | Дата     | Турнір                           | Рівень     | Покриття | Партнер                 | Суперники                                         | Рахунок                 |
| --------- | ----- | -------- | -------------------------------- | ---------- | -------- | ----------------------- | ------------------------------------------------- | ----------------------- |
| Поразка   | 0–1   | Вер 1996 | Брашов, Румунія                  | Челленджер | Ґрунт    | Мартін Родрігес         | Георге Косак Діну-Міхай Пескаріу                  | 6–7, 1–6                |
| Перемога  | 1–1   | Сер 1997 | Мерано, Італія                   | Челленджер | Ґрунт    | Себастьян Прієто        | Крістіан Бранді Філіппо Мессорі                   | 6–1, 4–6, 7–6           |
| Перемога  | 2–1   | Сер 1997 | Санта-Крус-де-ла-Сьєрра, Болівія | Челленджер | Ґрунт    | Себастьян Прієто        | Егберту Калдас Адріану Феррейра                   | 7–6, 4–6, 6–3           |
| Перемога  | 3–1   | Жов 1997 | Ліма, Перу                       | Челленджер | Ґрунт    | Себастьян Прієто        | Кріс Гооссенс Джимі Шиманскі                      | 6–2, 6–1                |
| Поразка   | 3–2   | Лис 1997 | Palmar, Пуерто-Рико              | Челленджер | Ґрунт    | Себастьян Прієто        | Лукас Арнольд Кер Даніель Оршанік                 | 5–7, 6–3, 3–6           |
| Перемога  | 4–2   | Гру 1997 | Сантьяго, Чилі                   | Челленджер | Ґрунт    | Себастьян Прієто        | Дієго дель Ріо Маріано Пуерта                     | 7–5, 6–1                |
| Поразка   | 4–3   | Бер 1998 | Салінас, Еквадор                 | Челленджер | Тверде   | Себастьян Прієто        | Девід Ділуша Майкл Селл                           | 6–7, 4–6                |
| Перемога  | 5–3   | Кві 1998 | Ніцца, Франція                   | Челленджер | Ґрунт    | Девін Бовен             | Андре Са Маріано Пуерта                           | 7–5, 3–6, 6–4           |
| Перемога  | 6–3   | Бер 1999 | Салінас, Еквадор                 | Челленджер | Тверде   | Себастьян Прієто        | Лукас Арнольд Кер Даніель Оршанік                 | 6–2, 7–6                |
| Перемога  | 7–3   | Чер 1999 | Мая (Португалія), Португалія     | Челленджер | Ґрунт    | Себастьян Прієто        | Емануел Коуту Бернардо Мота                       | 6–2, 6–0                |
| Поразка   | 7–4   | Лип 1999 | Венеція, Італія                  | Челленджер | Ґрунт    | Дієго дель Ріо          | Альберт Портас Херман Пуентес Альканьїс           | 4–6, 0–6                |
| Поразка   | 7–5   | Жов 1999 | Сан-Паулу, Бразилія              | Челленджер | Ґрунт    | Себастьян Прієто        | Жайме Онсінс Даніель Оршанік                      | 2–6, 2–6                |
| Поразка   | 7–6   | Жов 1999 | Ліма, Перу                       | Челленджер | Ґрунт    | Себастьян Прієто        | Пабло Альбано Мартін Гарсія                       | 6–7, 6–3, 3–6           |
| Поразка   | 7–7   | Чер 2000 | Щецин, Польща                    | Челленджер | Ґрунт    | Мартін Родрігес         | Альберто Мартін Еял Ран                           | 6–7(2–7), 7–6(7–5), 2–6 |
| Перемога  | 8–7   | Жов 2000 | Сан-Паулу, Бразилія              | Челленджер | Ґрунт    | Себастьян Прієто        | Томас Беренд Херман Пуентес Альканьїс             | 6–3, 7–6(8–6)           |
| Поразка   | 8–8   | Чер 2001 | Простейов, Чехія                 | Челленджер | Ґрунт    | Девін Бовен             | Андреа Гауденці Сандер Гройн                      | 6–7(6–8), 4–6           |
| Поразка   | 8–9   | Жов 2001 | Сан-Паулу, Бразилія              | Челленджер | Ґрунт    | Дієго дель Ріо          | Агустін Кальєрі Едгардо Масса                     | 7–5, 5–7, 3–6           |
| Перемога  | 9–9   | Лис 2001 | Монтевідео, Уругвай              | Челленджер | Ґрунт    | Гастон Етліс            | Дієго дель Ріо Мартін Вассальйо Аргуельйо         | без гри                 |
| Перемога  | 10–9  | Тра 2002 | Любляна, Словенія                | Челленджер | Ґрунт    | Едгардо Масса           | Луїс Орна Себастьян Прієто                        | 7–5, 6–1                |
| Поразка   | 10–10 | Тра 2002 | Будапешт, Угорщина               | Челленджер | Ґрунт    | Себастьян Прієто        | Кароль Бек Ярослав Левинський                     | 6–3, 4–6, 1–6           |
| Поразка   | 10–11 | Чер 2002 | Простейов, Чехія                 | Челленджер | Ґрунт    | Себастьян Прієто        | Франтішек Чермак Ота Фукарек                      | 3–6, 6–7(5–7)           |
| Перемога  | 11–11 | Чер 2002 | Брауншвейг, Німеччина            | Челленджер | Ґрунт    | Луїс Орна               | Петр Лукса Франтішек Чермак                       | 3–6, 6–3, 6–1           |
| Поразка   | 11–12 | Лип 2002 | Схевенінген, Нідерланди          | Челленджер | Ґрунт    | Себастьян Прієто        | Едвін Кемпес Мартін Веркерк                       | 4–6, 4–6                |
| Перемога  | 12–12 | Жов 2002 | Севілья, Іспанія                 | Челленджер | Ґрунт    | Луїс Орна               | Алекс Лопес Морон Альберт Портас                  | 4–6, 6–1, 6–4           |
| Перемога  | 13–12 | Жов 2002 | Барселона, Іспанія               | Челленджер | Ґрунт    | Еміліо Бенфеле Альварес | Карстен Браш Петер Нюборґ                         | 7–5, 6–3                |
| Перемога  | 14–12 | Лис 2002 | Сан-Паулу, Бразилія              | Челленджер | Ґрунт    | Себастьян Прієто        | Луїс Орна Серхіо Ройтман                          | 6–3, 6–4                |
| Перемога  | 15–12 | Тра 2003 | Загреб, Хорватія                 | Челленджер | Ґрунт    | Лукас Арнольд Кер       | Сімон Аспелін Тодд Перрі                          | 6–1, 6–3                |
| Перемога  | 16–12 | Лип 2003 | Кошиці, Словаччина               | Челленджер | Ґрунт    | Лукас Арнольд Кер       | Сальвадор Наварро-Гутьєррес Рубен Рамірес Ідальго | 2–1 ret.                |
| Перемога  | 17–12 | Чер 2004 | Щецин, Польща                    | Челленджер | Ґрунт    | Лукас Арнольд Кер       | Альберто Мартін Оскар Ернандес                    | 6–0, 6–4                |
| Перемога  | 18–12 | Бер 2008 | Сантьяго, Чилі                   | Челленджер | Ґрунт    | Едуардо Шванк           | Бріан Дабуль Жан-Жульєн Роєр                      | 6–3, 6–3                |
| Перемога  | 19–12 | Кві 2008 | К'яссо, Швейцарія                | Челленджер | Ґрунт    | Альберто Мартін         | Фабіо Коланджело Марко Груньйола                  | 4–6, 7–6(7–4), [11–9]   |
| Перемога  | 20–12 | Тра 2008 | Рабат, Марокко                   | Челленджер | Ґрунт    | Гільєрмо Гарсія-Лопес   | Марк Форнель Местрес Кайо Замп'єрі                | 6–3, 6–2                |
| Поразка   | 20–13 | Чер 2008 | Реджо-нель-Емілія, Італія        | Челленджер | Ґрунт    | Леонардо Маєр           | Юй Сіньюань Цзен Шаосюань                         | 3–6, 4–6                |
| Поразка   | 20–14 | Лип 2008 | Лугано, Швейцарія                | Челленджер | Ґрунт    | Едуардо Шванк           | Раміз Джунейд Філіпп Маркс                        | 6–7(7–9), 6–4, [7–10]   |
| Перемога  | 21–14 | Сер 2008 | Комо, Італія                     | Челленджер | Ґрунт    | Альберто Мартін         | Гільєрмо Ормасабаль Антоніо Веїч                  | 6–1, 6–4                |
| Перемога  | 22–14 | Вер 2008 | Любляна, Словенія                | Челленджер | Ґрунт    | Хуан Пабло Бжезіцькі    | Раміз Джунейд Філіпп Маркс                        | 7–5, 7–6(7–4)           |
| Поразка   | 22–15 | Жов 2008 | Асунсьйон, Парагвай              | Челленджер | Ґрунт    | Мартін Гарсія           | Леонардо Маєр Алехандро Фаббрі                    | 5–7, 4–6                |
| Поразка   | 22–16 | Січ 2009 | Сан-Паулу, Бразилія              | Челленджер | Тверде   | Орасіо Себальйос        | Леонардо Маєр Карлос Берлок                       | 6–7(1–7), 3–6           |

## Часовий графік результатів
| W | Ф | ПФ | ЧФ | #Р | КТ | К# | P# | DNQ | A | Z# | PO | G | S | B | NMS | NTI | P | NH |

### Парний розряд
| Турніри Великого шлему                 |                  |                  |                  |                  |     |     |     |     |     |     |     |     |        |       |     |
| Відкритий чемпіонат Австралії з тенісу |                  | 1р               | 1р               | 1р               | 2р  | 1р  | 1р  | 2р  |     |     |     | 1р  | 0 / 8  | 2–8   | 20% |
| Відкритий чемпіонат Франції з тенісу   | 3р               | 3р               | 1р               | 1р               | 3р  | ЧФ  | 2р  | ЧФ  |     |     |     |     | 0 / 8  | 13–8  | 62% |
| Вімблдонський турнір                   | 1р               | 1р               | 1р               | 1р               | 1р  | 1р  | 2р  | 2р  |     |     |     |     | 0 / 8  | 2–8   | 20% |
| Відкритий чемпіонат США з тенісу       | 1р               | 2р               | 2р               | 1р               | 1р  | 3р  | 2р  | 1р  |     |     |     |     | 0 / 8  | 5–8   | 38% |
| В-П                                    | 2–3              | 3–4              | 1–4              | 0–4              | 3–4 | 5–4 | 3–4 | 5–4 | 0–0 | 0–0 | 0–0 | 0–1 | 0 / 32 | 22–32 | 41% |
| Тур ATP Мастерс 1000                   |                  |                  |                  |                  |     |     |     |     |     |     |     |     |        |       |     |
| Індіан-Веллс                           |                  |                  |                  |                  |     |     | 1р  |     |     |     |     |     | 0 / 1  | 0–1   | 0%  |
| Відкритий чемпіонат Маямі з тенісу     | 3р               | 1р               | 2р               | 1р               |     | 1р  | 2р  | 2р  |     |     |     |     | 0 / 7  | 5–7   | 42% |
| Монте-Карло                            |                  |                  |                  | К2р              |     |     | 1р  | 2р  |     |     |     |     | 0 / 2  | 1–2   | 33% |
| Рим                                    |                  |                  |                  | 2р               |     | 2р  | 1р  | 1р  |     |     |     |     | 0 / 4  | 2–4   | 33% |
| Гамбург                                |                  |                  |                  | К1р              |     |     | 2р  | 2р  |     |     |     | NMS | 0 / 2  | 2–2   | 50% |
| Мадрид                                 | Не серія Мастерс | Не серія Мастерс | Не серія Мастерс | Не серія Мастерс |     | 1р  |     |     |     |     |     |     | 0 / 1  | 0–1   | 0%  |
| Париж                                  |                  |                  |                  |                  |     |     | 1р  |     |     |     |     |     | 0 / 1  | 0–1   | 0%  |
| В-П                                    | 2–1              | 0–1              | 1–1              | 1–2              | 0–0 | 1–3 | 2–6 | 3–4 | 0–0 | 0–0 | 0–0 | 0–0 | 0 / 18 | 10–18 | 36% |